# Ferdinand Ludwig Frege
Ferdinand Ludwig Frege (oft Ludwig Frege; * 6. Juli 1804 in Berlin; † 6. Juli 1883 in Schöneberg bei Berlin) war ein deutscher evangelischer Theologe und Historiker.

## Leben
Der Vater Johann Christoph Frege (1750–1829) war Schneidermeister in Berlin, die Mutter war Sophie, geborene Göricke (1777–1815).
Ludwig Frege besuchte das Gymnasium zum Grauen Kloster in Berlin und studierte Theologie an der Friedrich-Wilhelms-Universität. 1829 wurde er ordiniert. Frege war zunächst Erzieher der Prinzen Adalbert und Waldemar von Preußen. 1835 wurde er zum Schlossprediger in Schwedt und Küstrin berufen.
Seit 1845 war Ludwig Frege Pfarrer in Schöneberg und Lankwitz, damals bei Berlin. 1864 wurde in seinem Amtsbezirk die Zwölf-Apostel-Gemeinde gegründet, für die er das erste Kirchenbuch anlegte.
Ludwig Frege war bis zu seinem Tod 1883 erster Pfarrer in Schöneberg. Er wurde auf dem Gemeindefriedhof Alt-Schöneberg begraben.

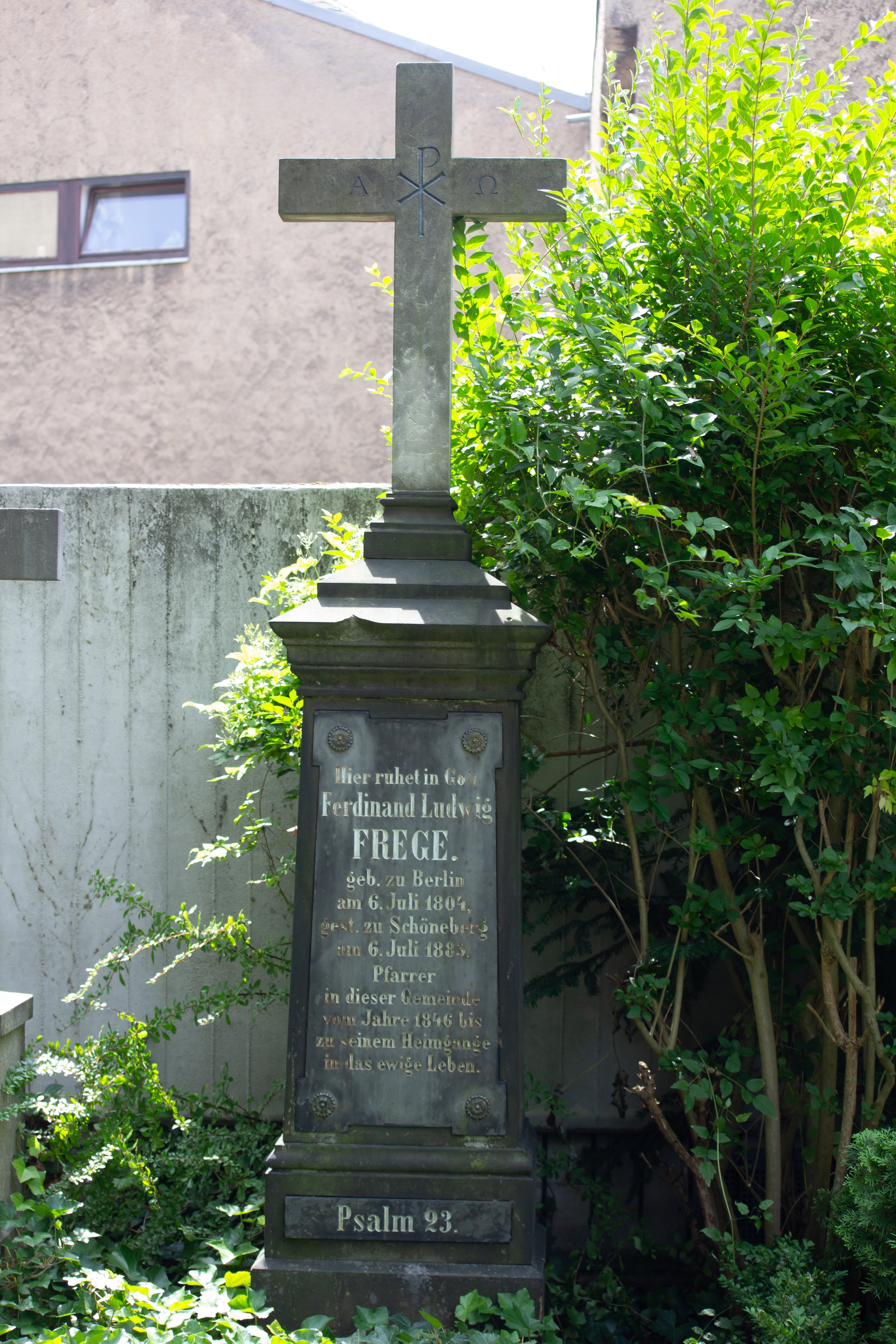
Grabstätte von Ferdinand Ludwig Frege in Berlin-Schöneberg

Am 29. April 1884 wurde die Fregestraße nach ihm benannt, die heute in den Berliner Ortsteilen Friedenau und Steglitz liegt.

## Familie
Ludwig Frege war mit Caroline Marie Wolf (Wolff) verheiratet. Kinder waren
- Maria Gertrud Frege (1840–1841)
- Hedwig Maria Gertrud Frege (1841–1922), verheiratete Abel und Neumann, nach ihr wurde die Hedwigstraße in Berlin-Friedenau benannt
- Franz Friedrich Konrad Frege (1843–1920) wurde Jurist 
  - dessen Sohn Wolfgang Christian Ludwig Frege (1884–1964), erster Präsident des Bundesverwaltungsgerichts
    - dessen Enkel Andreas Frege (Campino, * 1962), Frontmann der Musikgruppe Die Toten Hosen

## Publikationen (Auswahl)
Ludwig Frege verfasste einige Schriften zu historischen Themen, besonders zur Reformationsgeschichte in der Mark Brandenburg und Berlin.
- Berlin unter dem Einflusse der Reformation im sechzehnten Jahrhundert, Berlin 1839
- Zur Geschichte des preußischen Volksliedes, Berlin, 1850
- Das Interim und der Augsburger Religionsfriede, Berlin, 1855
- Philipp Melanchthon, In seinem Wirken dargestellt nach dem Urtheil seiner Zeitgenossen. Ein Vortrag, Berlin, 1860